# Zbór Kościoła Chrześcijan Baptystów w Bytomiu
Zbór Kościoła Chrześcijan Baptystów w Bytomiu – zbór Kościoła Chrześcijan Baptystów znajdujący się w Bytomiu, przy ulicy Piłsudskiego 76.
Nabożeństwa odbywają się w każdą niedzielę o godzinie 10:00. Pastorem jest Ryszard Czarny.
W latach 30. XX w. bytomscy baptyści dojeżdżali do zboru w Zabrzu. Kościół w Bytomiu powołano po wojnie.  